# Wad Motors
Wad Motors ist ein Automobilhändler und Automobilhersteller in Mali.

## Geschichte
Wad Motors verkauft und montiert Zivilfahrzeuge der Marke Hyundai und Militärfahrzeuge der Marke Kia.
Die Montage der Fahrzeuge erfolgt durch das von Wad Motors mit dem koreanischen Unternehmen Youngsan gegründete Unternehmen Wad-Youngsan industrie SA, für das ein Werk in Banankoro, rund 30 km von der malischen Hauptstadt Bamako entfernt, errichtet wurde. Das Werk wurde 2013 von Dioncounda Traoré eröffnet.
Zu Beginn beschäftigte die Montagefabrik 106 Arbeitnehmer, die eine Jahresproduktion von bis zu 2000 Fahrzeugen bewältigen sollten. Das Werk war im Jahr 2016 alleine durch die Auftragsproduktion von Militärfahrzeugen ausgelastet.
Wad Motors wurde von Kia als Partner des Jahres 2016 ausgezeichnet.
Geschäftsführer von Wad Motors ist Boubacar Yattassaye.